# غويلرمو ميزا
غويلرمو ميزا (بالإسبانية: Guillermo Meza)‏ (13 مايو 1988 بمدينة مكسيكو في المكسيك - 6 مايو 2010 بمدينة مكسيكو في المكسيك) هو لاعب كرة قدم مكسيكي في مركز الدفاع. لعب مع نادي أونيفرسيداد ناسيونال وPumas Morelos ‏.